# Prawo flamandzkie
Prawo flamandzkie – było wzorowane na prawie niemieckim. Rozwinęło się na terenach między Soławą a Odrą w XII w. na podstawie przywilejów udzielanych osiedlającym się tam kolonistom flamandzkim, holenderskim oraz frankońskim. W związku z różnicami wynikającymi z odmiennej techniki osadniczej grup i odmiennych zwyczajów prawnych (dziedziczenie) rozróżniano prawo flamandzkie oraz frankońskie.
Przykładami miast lokowanych na prawie flamandzkim są Racibórz i Nysa.